# Ctenidium pinnatum
Ctenidium pinnatum är en bladmossart som beskrevs av Brotherus 1908. Ctenidium pinnatum ingår i släktet Ctenidium och familjen Hypnaceae. Inga underarter finns listade i Catalogue of Life.